# Лампензель
Лампензель (от лат. lamina «лист, пластинка» и средневерхненем. pensel через пол. pędzel, см. также укр. пензель «кисть») – это специальная кисть, которая используется при работе в техниках золочения сусальным золотом или листовой поталью. Такие кисти изготавливаются из синтетического ворса или из волоса белки. Лампензель изготавливается плоской формы или в форме веера (кисть-лапка) и не имеет деревянной ручки. Используется для поддевания листа сусального золота или потали и для последующего наложения его на подготовленную поверхность. Это невозможно сделать обычной кистью, так как сусальное золото, сусальное серебро и поталь — очень хрупкие и уязвимые материалы.